# Comté de Stephenson
Pour les articles homonymes, voir Stephenson.
Le comté de Stephenson est un comté de l'État de l'Illinois, aux États-Unis. Le chef-lieu du comté se situe à Freeport. Le comté a été fondé en 1837.

## Comtés adjacents
- comté de Green dans le Wisconsin au nord,
- comté de Winnebago à l'est,
- comté d'Ogle au sud-est,
- comté de Carroll au sud-ouest,
- comté de Jo Daviess à l'ouest,
- comté de Lafayette dans le Wisconsin au nord-ouest,

## Municipalités du comté

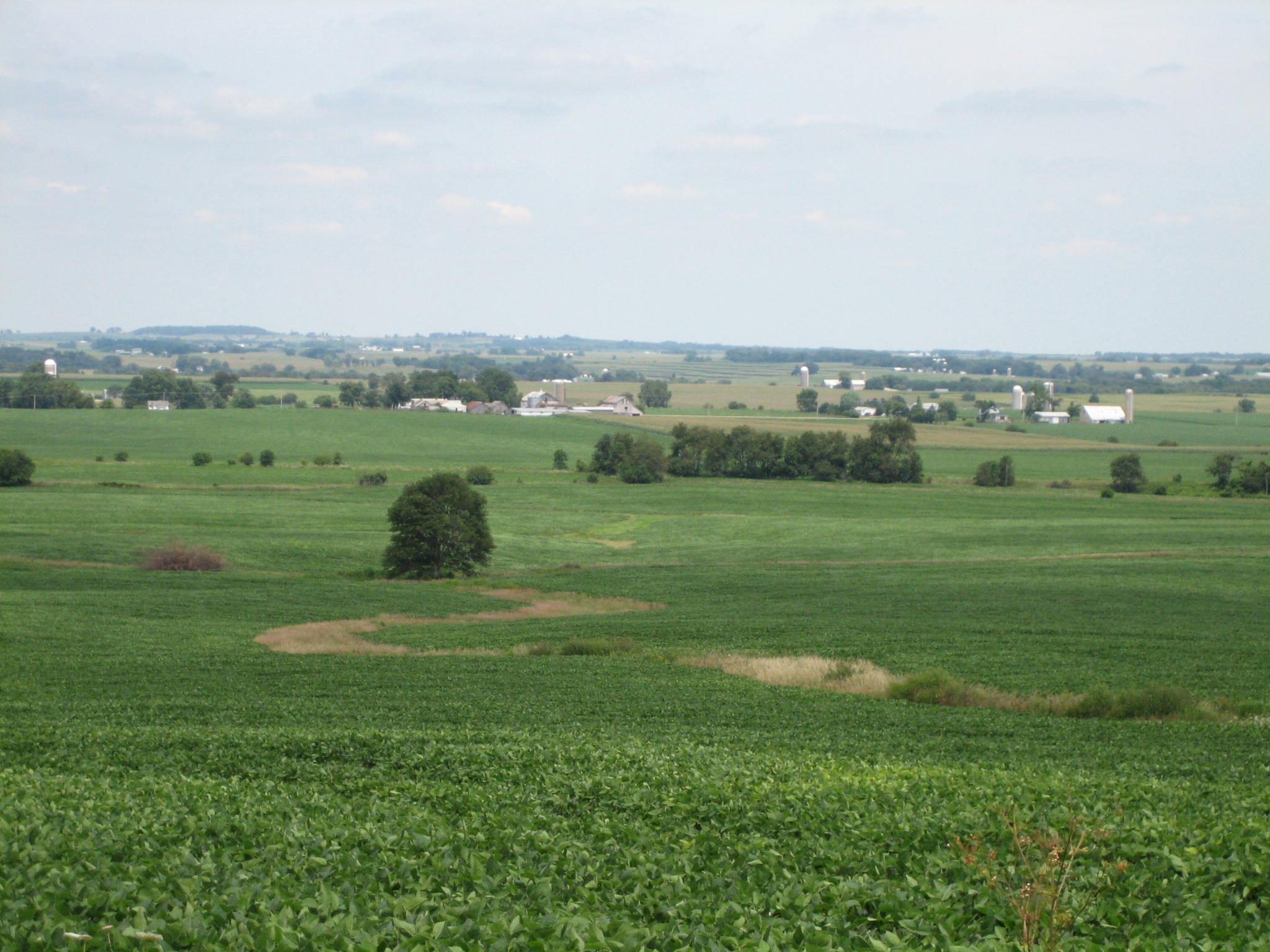
Une vue sur le nord du comté de Stephenson près de Kent dans l'Illinois.

### Villes (Cities) et petites villes (towns)
| - Cedarville, - Dakota, - Davis, - Freeport, | - German Valley, - Lake Summerset, - Lena, - Orangeville, | - Pearl City, - Ridott, - Rock City, - Winslow, |

### Communautés non incorporées
- Eleroy,
- Kent,
- Oneco,
- Waddams Grove,

### Townships
| - Township de Buckeye, - Township de Dakota, - Township de Erin, - Township de Florence, - Township de Freeport, - Township de Harlem, - Township de Jefferson, - Township de Kent, - Township de Lancaster, - Township de Loran, - Township de Oneco, - Township de Ridott, - Township de Rock Grove, - Township de Rock Run, - Township de Silver Creek, - Township de Waddams, - Township de West Point, - Township de Winslow, |